# Rotomoldagem

Animação do processo de moldagem rotacional. Molde, plástico, molde, aquecimento, produto acabado.

A rotomoldagem é um processo industrial de transformação de termoplásticos.
Neste processo obtêm-se peças técnicas simples ou com alto nível de complexidade a baixo custo, se comparadas aos processos de injeção, sopro e vácuo na transformação industrial de material termoplástico.
Obtem-se tambem, peças de características próprias a somente este processo como peças completamente herméticas e ocas, pequenas como uma moeda ou de enormes proporções como tanques ou silos de mais de 25.000lts de capacidade. 
Neste processo pode-se obter peças em polietileno, náilon, pvc, policarbonato ou qualquer outro tipo de termoplástico e alguns termofixos com limitações. Rotomolda-se ainda parafina (velas decorativas), chocolate (ovos de páscoa), argila (barbotina) entre outros.
Como o próprio nome faz analogia, pela rotação de um molde obtêm-se peças ou produtos seriados. Geralmente a rotação do molde é bi-axial, ou seja, em dois eixos simultâneos, e o molde pode ser aquecido ou não, durante o processo.
Pode-se dispor de maquinas tipo Rock and Roll que tem seu trabalho balançando o molde no eixo horizontal e rodando o molde sentido horario e anti horario . 
O molde para rotomoldagem pode ser de alumínio, cobre, níquel, aço, resina, gesso ou cerâmica, devendo este ter a forma do produto desejado.
Existem vários tipos de equipamentos industriais para rotomoldagem, dentre eles, máquinas do tipo carrossel, maquinas de balanço, maquinas de túnel, maquinas de esteiras. No uso industrial para processamento de termoplásticos, destacam-se as máquinas do tipo carrossel, shutle e de balanço rock and Roll com forno e unidade de resfriamento forçado que se mostram mais versáteis e produtivas. Existe ainda, maquinas com chama aberta open flame e para chocolate, máquinas com braços lineares múltiplos, sem aquecimento ou resfriamento.
O processo consiste em quatro fases distintas, sendo:
1. carregamento do molde com matéria prima;
2. aquecimento do molde / cura ou polimerização;
3. resfriamento do molde (para processo que envolva calor);
4. desmoldagem da peça obtida.